# Erdélyi József (tanár)
Erdélyi József (Vál, 1795. január 17. – Debrecen, 1863. április 11.) költő, főiskolai tanár.

## Élete
Erdélyi Mihály és Csontos Katalin fia. A Debrecenben tanult teológiát, majd a református főiskolában a Biblia magyarázásának tanára volt. 1847-ben megjelent 16 oldalas ponyva versének több részlete is fennmaradt a folklórban, főként Zöld Marci és szeretője párbeszédes dala. Neje Németh Rozália volt, gyermekeik: Ludovika, Rozália és Kálmán.

## Munkái
- Rövid elmélkedés… Debreczen, 1831.
- Zöld Marci és szeretője nótái és egymástól való búcsúzások. 1847.